# Captivated, by You
Captivated, by You (яп. 夢中さ、きみに。, Muchū sa, Kimi ni., Божеволію від тебе) — манґа, автором та ілюстратором якої є Яма Ваяма. Спочатку створена як додзінсі (самостійно видана манґа) у лютому 2019 року, згодом була придбана редакційним відділом Comic Beam, який опублікував манґу одним томом у серпні 2019 року. Телевізійна драма транслювалася з січня по лютий 2021 року. Аніме-телесеріал, виробництвом якого займається студія Doga Kobo, заплановано до прем'єри у серпні 2025 року.

## Синопсис
«Captivated, by You» є антологією слабо пов'язаних між собою історій, що розповідають про учнів у виключно хлопчачій школі. Декілька історій зосереджені на Хаяші, відстороненому та прямолінійному учневі, тоді як інші розповідають про Нікайдо, студента, який прийняв похмуру та пригнічену особистість, щоб уникнути зближення зі своїми однокласниками.

## Персонажі
Міяйоші Хаяші (яп. 林 美良, Hayashi Miyoshi)
Сейю: Кеншьо Оно
Джьоджі Ема (яп. 江間 譲二, Ema Jōji)
Сейю: Кокі Учіяма
Акіра Нікайдо (яп. 二階堂 明, Nikaidō Akira)
Сейю: Нобухіко Окамото
Юічі Медака (яп. 目高 優一, Medaka Yūichi)
Сейю: Юкі Оно

## Медіа

### Манґа
Манґа спочатку була створена як додзінсі; її продаж відбувся 17 лютого 2019 року на заході Comitia127. Згодом її придбав редакційний відділ Comic Beam і видав одним танкобоном 10 серпня 2019 року.
У січні 2021 року видавництво Yen Press оголосило про ліцензування серії для публікації англійською мовою. Випуск англомовного тому відбувся 27 липня 2021 року.

### Телевізійна драма
Телевізійна драма транслювалася на телеканалах MBS TV та TV Kanagawa з 8 січня по 5 лютого 2021 року. Режисерами виступили Аюко Цукухара, Ейдзі Такано та Моека Міядзакі, а сценарій написали Кохей Кіясю та Манато Хамада. Рюсей Оніші з гурту Naniwa Danshi виконав головну роль.

### Аніме
17 жовтня 2024 року було анонсовано виробництво аніме-телесеріалу за мотивами манґи. Створенням серіалу займається студія Doga Kobo під режисурою Асамі Накатані, Юкіко Цукахара виступає в якості помічника режисера, Йошімі Наріта пише сценарій серіалу, Май Мацуура розробляє дизайн персонажів, а Такуро Іґа складає музику. Прем'єра запланована на 21 серпня 2025 року на Tokyo MX та інших телеканалах.

## Сприйняття
У виданні 2020 року путівника «Kono Manga ga Sugoi!» у категорії найкращої манґи для читачок, ця манґа посіла друге місце. Також у 2020 році вона була номінована на 13-ту премію Manga Taishō. На Japan Media Arts Festival 2020 року манґа здобула нагороду New Face Award у відділі манґи. Крім того, вона отримала Short Work Prize на культурній премії імені Осаму Тедзуки 2020 року.
Ребекка Сілверман з Anime News Network високо оцінила зображення старшої школи та художні деталі Нікайдо, водночас зазначивши, що в деяких моментах манґа здавалася надто дивною. Сара Сміт зі School Library Journal також похвалила персонажів та їхній дизайн.